# UnipolSai
UnipolSai S.p.A. è stata una compagnia assicuratrice italiana con sede a Bologna, in Via Stalingrado n. 45. Operava nei rami Danni in particolare nell'R.C. Auto e Malattie e Vita, UnipolSai serviva oltre 15,5 milioni di clienti, con una raccolta diretta di 13,3 miliardi di euro (di cui 7,9 nei Danni e 5,4 nel Vita) al 31 dicembre 2021. La compagnia assicurativa operava attraverso 2.442 agenzie assicurative e 5.392 subagenzie distribuite sul territorio nazionale, ed era attiva nell'assicurazione diretta, nel comparto delle assicurazioni sanitarie e nel settore bancario-assicurativo. 
La società era controllata al 96,9% da Unipol Gruppo S.p.A. ed è stata quotata nell'indice FTSE Italia Mid Cap della Borsa di Milano fino al 3 luglio 2024.
Le cariche di Amministratore Delegato e Presidente erano ricoperte rispettivamente da Matteo Laterza e Carlo Cimbri.
Sotto il nome UnipolSai, ha cessato le sue attività il 31 dicembre 2024 a seguito della fusione in Unipol Gruppo Spa ridenominata Unipol Assicurazioni S.p.A..

## Storia

### Da Sai a Fondiaria-Sai
La Società Assicuratrice Industriale, meglio conosciuta come Sai, fondata a Torino nel 1921, nel 2002 si fuse per incorporazione in La Fondiaria S.p.A., fondata nel 1879 a Firenze, venendo rinominata Fondiaria-Sai S.p.A..
Nel dicembre 2013, venne approvata da parte delle rispettive assemblee, la fusione per incorporazione in Fondiaria-Sai di Milano Assicurazioni, Unipol Assicurazioni e Premafin, che venne rinominata UnipolSai.

### Dal 2014 UnipolSai
UnipolSai, operativa dal 1º gennaio 2014 è controllata all'85% da Unipol Gruppo S.p.A., anch'essa quotata e sotto la quale rimangono le partecipazioni in BPER Banca, Banca Sai, Linear Assicurazioni, UniSalute e gli asset bancari-assicurativi.
È presente in Serbia attraverso il controllo del terzo assicuratore locale, DDOR Novi Sad.
Nel settore bancario-assicurativo, UnipolSai opera attraverso Arca Vita, Arca Assicurazioni, Incontra Assicurazioni e BIM Vita, mentre nel comparto delle assicurazioni sanitarie è attiva tramite Unisalute
Il 30 giugno 2014 ha ceduto ad Allianz il ramo d'azienda facente parte dell'ex Milano Assicurazioni, comprendente anche la Sasa per un valore massimo di 440 milioni di euro.
Nel dicembre 2022 ha acquistato il gruppo sanitario privato Santagostino, il principale gruppo della sanità privata italiana, attivo soprattutto in Lombardia ed Emilia Romagna.

### L'incorporazione in Unipol
In seguito ad un accordo di fusione societaria,  il 31 dicembre 2024 UnipolSai Assicurazioni cessa la sua attività. Dal 1º gennaio 2025, infatti, la società viene incorporata nel Gruppo Unipol, dando vita ad una nuova entità unica denominata Unipol Assicurazioni S.p.A (in breve Unipol).
L'operazione ha portato all'unificazione delle attività assicurative del gruppo sotto un unico marchio.

## Principali società controllate
- BIM Vita (partecipazione 50%), con Banca Investis
- Incontra Assicurazioni (partecipazione 51%), con il Gruppo UniCredit
- Gruppo UNA
- Tenute del Cerro[12]
- Marina di Loano[12]
- Linear Assicurazioni
- UniSalute
- SIAT
- Arca Vita
- Arca Assicurazioni
- DDOR Novi Sad
- UnipolRental
- UnipolTech (società che distribuisce UnipolMove)

## Bilanci consolidati
Nel 2021 UnipolSai Assicurazioni nel nuovo assetto post-fusione ha realizzato un utile netto di 723 milioni di €. A tale risultato contribuiscono in particolare il settore danni per 752 milioni di euro ed il settore vita per 218 milioni.
Nel 2021 la raccolta diretta è stata di 13,3 miliardi di €, in crescita del 9,2% rispetto al 2020.

## Incorporazione
Dal 1º gennaio 2025 UnipolSai Assicurazioni diventa Unipol Assicurazioni S.p.A.: nel processo di fusione societaria, stipulata il 23 dicembre 2024 a Bologna, è stato firmato l'atto di fusione per incorporazione di UnipolSai Assicurazioni S.p.A. (nota con il nome UnipolSai), Unipol Finance S.r.l., UnipolPart I S.p.A. e Unipol Investment S.p.A. nell'unica denominazione Unipol dell'intero gruppo.

## Controversie
Nel dicembre 2018, la Cassazione ha bocciato i ricorsi di Jonella Ligresti e UnipolSai contro le sanzioni per "manipolazione del mercato" irrogate dalla CONSOB il 30 marzo 2014. È stata quindi confermata la multa di 250.000 euro che la CONSOB aveva applicato alla Ligresti perché, in qualità di presidente e amministratore delegato della Fondiaria Sai, aveva diffuso false informazioni sulla riserva sinistri RC auto nel bilancio consolidato del 2010.